# Xolo Maridueña
 (août 2019).
Si vous disposez d'ouvrages ou d'articles de référence ou si vous connaissez des sites web de qualité traitant du thème abordé ici, merci de compléter l'article en donnant les références utiles à sa vérifiabilité et en les liant à la section « Notes et références ».
Xolo Maridueña, né le 9 juin 2001 à Los Angeles, en Californie, est un acteur américain.
Il se fait connaître à la télévision grâce au rôle de Victor Graham dans Parenthood, entre 2010 et 2015, et celui de Miguel Diaz dans la série Cobra Kai, entre 2018 et 2025, faisant suite aux films Karaté Kid. Au cinéma, il décroche le rôle du super-héros Jaime Reyes / Blue Beetle dans le film éponyme, sorti en 2023.

## Biographie
Début août 2021, lors de l'avant-première de The Suicide Squad, le réalisateur Angel Manuel Soto confirme que Xolo Maridueña est choisi pour le rôle de Jaime Reyes dans le film de super-héros Blue Beetle (2023).

## Filmographie

### Cinéma

#### Longs métrages
- 2013 : Dealin' with Idiots de Jeff Garlin : Manny
- 2023 : Blue Beetle d'Angel Manuel Soto : Jaime Reyes / Blue Beetle
- 2025 : Les Schtroumpfs, le film (Smurfs) de Chris Miller

#### Courts métrages
- 2020 : Goodnight America de Nathan Xia : Steve
- 2021 : #Whitina de J. Sean Smith : Chris

### Télévision

#### Téléfilm
- 2016 : Furst Born de Todd Holland : Shawn

#### Séries télévisées
- 2010-2015 : Parenthood : Victor Graham (51 épisodes)
- 2018–2025 : Cobra Kai : Miguel Diaz (51 épisodes)
- 2019-2021 : Victor et Valentino (Victor and Valentino) : Andres (voix ; 6 épisodes)